# Clemente IX
Clemente IX (Pistoia, 27 o 28 de enero de 1600-Roma, 9 de diciembre de 1669) fue el 238.º papa de la Iglesia católica entre 1667 y 1669.

## Orígenes y formación
Nacido Giulio Rospigliosi, era hijo de Giacomo Rospigliosi, miembro de una antiquísima familia lombarda, y de su esposa Caterina Bisi. Estudió las primeras letras en Pistoia, en cuyo seminario recibió las órdenes menores cuando aún no había cumplido los catorce años. Se trasladó al Collegio Romano, donde se licenció en artes liberales. En la Universidad de Pisa se doctoró en teología, filosofía y derechos civil y canónico en 1623.

## Carrera eclesiástica
Se ignoran las circunstancias de su ordenación sacerdotal. Hasta 1625 fue profesor de filosofía en la misma Universidad de Pisa. Trasladado aquel año a Roma, ingresó en la curia a las órdenes de Antonio Barberini el viejo, cardenal del título de S. Onofrio y vicario general de su hermano el papa Urbano VIII. La relación con la poderosa familia Barberini resultó determinante para la formación y la futura carrera de Rospigliosi. En 1632 fue nombrado referendario en los tribunales de la Signaturas Apostólicas de Justicia y Gracia y más tarde secretario de la Congregación de Ritos y delegado a latere en la legación de Aviñón. En 1634 acumuló a sus cargos el de secretario de "breves a los príncipes". En 1636 fue designado canónigo de la Patriarcal Basílica Liberiana y al año siguiente vicario de la misma y consultor-canonista de la Penitenciaría Apostólica.

### Episcopado
El 29 de marzo de 1644 fue consagrado obispo titular de Tarso en la capilla de Pío V de la Patriarcal Basílica Vaticana. Inmediatamente después fue designado nuncio en España, cargo en el que permaneció nueve años. De regreso a Roma en 1653, llevó una vida retirada, interrumpida solo por el nombramiento de gobernador de la ciudad por parte del Sacro Colegio Cardenalicio durante la sede vacante de 1655. Este año el nuevo papa Alejandro VII le nombró Secretario de Estado, cargo que ostentó durante doce años, hasta que él mismo fuera elegido papa,

### Cardenalato
Fue nombrado cardenal presbítero del título de S. Sisto el 23 de abril de 1653.

## Papado
En el cónclave que siguió a la muerte de Alejandro VII resultó elegido papa. Era el 20 de junio de 1667. Seis días después fue coronado en la Patriarcal Basílica Vaticana por el cardenal Rinaldo d'Este, protodiácono de S. Nicola in Carcere Tulliano.
Nada grandioso ocurrió durante el breve pontificado de Clemente IX, más allá del ajuste transitorio de las disputas entre la sede romana y los prelados de la iglesia galicana que rehusaban unirse a la condena de los escritos de Jansen.
Fue un mediador durante la paz de Aquisgrán que puso fin a la guerra entre Francia y España por el Franco Condado (1668). El 6 de diciembre de 1668, con la bula Romanus Pontifex, suprimió la orden laica de los jesuatos de San Gerónimo, los eremitas de San Girolamo y los canónigos regulares de San Jorge in Alga. Sus bienes fueron otorgados a la república de Venecia.
Bajo Clemente IX, Gian Lorenzo Bernini terminó la construcción de la columnata de la plaza de San Pedro de Roma. También hizo construir el primer teatro de ópera de la ciudad, y para la inauguración del mismo durante las fiestas de carnaval de 1668 encargó a Antonio Maria Abbatini, maestro de coro de la Capilla Sixtina, la música del drama religioso La Baltasara que el propio papa había traducido libremente del español al italiano. La dirección del espectáculo también fue encomendada a Bernini.
Durante su breve pontificado creó doce cardenales en tres consistorios, el último de los cuales (con 7 cardenales nombrados) solo siete días antes de su muerte. En efecto, enfermó súbitamente de gravedad al conocer la noticia de la caída de la fortaleza veneciana de Candia (Creta) ante los turcos.

### Canonizaciones
Durante su pontificado Clemente IX canonizó a María Magdalena de Pazzi (1669) y a Pedro de Alcántara (1669).

## Carrera como libretista
Rospigliosi desarrolló una importante carrera como autor de libretos operísticos, que se prolongó en sus años de cardenal y papa. Poco después de conseguir el doctorado en jurisprudencia y filosofía, vuelve a Roma donde es llamado para formar parte del gobierno de Urbano VIII, que había llegado al poder en agosto de 1623. Junto a él, llegó también Giovanni Battista Doni. Ambos formaron parte de un círculo de intelectuales interesados en el teatro de la antigüedad y de la música nueva. Este círculo estaba, también,  formado por los poetas Domenico Mazzocchi, Luigi Rossi y Stefano Landi. Al año siguiente, Urbano VIII viaja a España con una delegación de la que forma parte Rospigliosi. Entonces Giulio toma contacto con las obras de Lope de Vega que le influirá enormemente. La delegación vuelve a Roma en 1626. Volverá a España en  1644 quedándose hasta  1653 como nuncio papal en la corte de Madrid.
En 1630 escribe junto a J. H. Kapsberger una obra navideña dialogada I pastori di Betlemme. A esto, le seguirá una inmensa producción realizada para la familia Barberini que constará de al menos de 11 libretos para óperas y distintos versos para los intermedios. Solo sus operas más tempranas Sant'Alessio y Erminia sul Giordano se representaron fuera de Roma. Siguiendo la tradición de las obras del colegio jesuita y de los libretos florentinos de la década de 1620, los argumentos de seis de sus libretos están relacionados con la vida de los santos, aunque eran representados en palacios privados durante el carnaval. En 1636 es nombrado canónigo en la basílica de Santa María Maggiore, donde tuvo cierta responsabilidad sobre su creación musical.

### Características de sus libretos
- Recitativos creados con 7 y 11 sílabas propio de la época. Las líneas de 7 sílabas servían para construir los clímax y una línea compuesta por 11 sílabas para los diálogos, narrativas y pasajes graves.El estilo recitativo pierde sublimidad.
- En las arias mantiene las convenciones
- Rítmicamente mantiene el ritmo de los versos. Con ellos, consigue diferenciar los finales de las líneas y cada una de ellas, así como los párrafos y las diversas secciones musicales.
- A través de la dicción crea unidades de sentido completo que determinan la situación de las cadencias.
- No mantiene las unidades aristotélicas de tiempo, lugar y acción. De hecho en muchos de sus libretos no está bien definido el tiempo, ya que es un elemento que no le importa.
- Modificación de los cinco actos tradicionales por tres
- Tramas muy complejas con líneas paralelas
- Incorporación por primera vez de personajes cómicos.
- Cada personaje canta según el rango que le compete
- Importancia de la canzoneta
- Se resaltan los momentos dedicados al canto arioso, los lamentos de las protagonistas y las ariettas cómicas serviles.

### Su relación con los dramaturgos españoles
Tanto durante el viaje que realizó a España en 1623 como en su estancia en la corte de Madrid, Rospigliosi estuvo en contacto con los dramaturgos españoles. Durante su primera visita, conoció a Lope de Vega y años más tarde a Calderón de la Barca. Fue a este último, al que animó a escribir el libreto de un melodrama. El resultado fue la comedia titulada  La fiera, el rayo y la piedra, estrenada en julio de 1652 en el Coliseo del Buen Retiro. Esta relación también inspirará la obra  Fortunas de Andrómeda y Perseo, cuya loa recuerda en temática y en personajes al prólogo de la obra de Rospigliosi titulada Il Palazzo Incantato. A su vez ésta estaba libremente basada en un episodio de la obra  Orlando furioso de Ariosto, que veinte años antes había inspirado a Lope de Vega en su comedia Locuras de Orlando.
Como consecuencia de estas relaciones, se da una influencia recíproca que se ve en los libretos que Rospigliosi lleva a cabo en Roma, tras su estancia en Madrid. Un cambio importante es la disminución de actos en sus obras quedando en tres. A partir de 1654, se inicia en su producción lo que Romeio llamó “ciclo español”. Esto conllevó la reducción de elementos escenotécnicos consiguiendo la austeridad necesaria para centrar la atención en la acción, el argumento y el texto. Más concretamente el argumento de las obras Dal male il bene y Le armi e gli amori están basadas en obras españolas, y La Vita Humana  tiene grandes afinidades a los autos sacramentales de Calderón de la Barca, consiguiendo hacer del teatro un vehículo de propaganda de los valores católicos. Por último, el argumento de la Baltassara o Cómica del Cielo está relacionada con un hecho ocurrido en España que también inspiró a Luis Vélez de Guevara, Antonio Coello y Francisco de Rojas Zorrilla, para su obra Baltasara publicada en 1652.

### Sus obras
| Ópera                                                                           | Compositor musical                           | Escenografía                                                       | Estreno                                                                                       | Argumento |
| ------------------------------------------------------------------------------- | -------------------------------------------- | ------------------------------------------------------------------ | --------------------------------------------------------------------------------------------- | --- |
| San Alessio (ópera espiritual)                                                  | Stefano Landi                                | Pietro da Cortona, Francesco Buonamici, Giovanni Francesco Guitti. | Carnaval de 1631                                                                              | Cuenta la vida del Santo Alessio quien abandona las comodidades y a la familia el día de su casamiento para dedicarse a la oración. Vuelve a Roma donde, bajo los harapos de un mendigo, asiste a la aflicción de los parientes y a la inquebrantable fe de su esposa. Sometido a las exhortaciones del Demonio y del ángel, oscila angustiado entre el amor de Dios y el amor conyugal. Pero preserva siempre su determinación y solo será reconocido por sus parientes cuando muera. |
| Erminia sul Giordano (drama musical)                                            | Michelangelo Rossi. (música editada en 1637) | Francesco Guiti                                                    | Carnaval de 1633 en El Palazzo Barberini a Quatro Fontane (en honor a Anna Colonna Barberini) | Fábula pastoril inspirada en algunos cantos de la Gerusalemme Liberata. Narra como después de algunas vicisitudes amorosas Erminia termina con su amado. |
| I Santi Didimo e Teodora (drama en música)                                      | Desconocido                                  | Francesco Guiti?                                                   | Carnaval de 1635                                                                              | Muestra la persecución de los cristianos en Alejandría a través de los santos Didimo y Teodoro. |
| L`Egisto o Chi soffre speri (comedia en música)                                 | Virgilio Mazzochi y Marco Marazzoli          | Desconocido                                                        | Palazzo Barberini 1637                                                                        | Basada en una historia de Boccaccio. Egisto es un pobre noble al que solo le queda su torre, su casa y su halcón. Está enamorado de una viuda, Alvida, quien para probar su amor, le pide que queme la torre y sacrifique el halcón de su hijo enfermo. Su fidelidad es recompensada: el pájaro contiene una sustancia que cura al niño, y descubre una maravillosa colección de joyas en las ruinas de la torre. |
| San Bonifatio ( drama trágico para música)                                      | Virgilio Mazzochi                            | Desconocido                                                        | Carnaval de 1639. Palazzo de la Cancellería                                                   | Aglae y Bonifatio son cantantes y bailarines, pero la vida del espectáculo no le gusta a ella. Le propone ir a Tartus para luchar por los Cristianos. Bonifatio no la comprende. Cuando llega a Tartus el diablo le intenta incitar, pero gracias al ángel Lucindo se convierte al cristianismo. En Roma el diablo ha convencido a Aglae de que Bonifatio está con otra mujer. Un Capitán que la halaga la intenta serenar, mientras sus sirviente consiguen que Bonifatio entre en prisión donde muere. |
| La Genoinda o L`Innocenza Difesa (drama trágico para música)                    | Virgilio Mazzochi?                           | Desconocido                                                        | Palazzo de la Cancilleria 1641 (en honor de Isabella Gioni Colonna)                           | Geoninda es la bella y virtuosa esposa del Duque de Baviera, quien la deja a cargo de su hombre de confianza Gelone, cuando se va a hacer las cruzadas. Gelone ama a Geoninda y la intenta seducir. Para ello, hace circular un informe falso sobre la muerte del Duque. Cuando el marido de Geoninda regresa, Gelone la acusa de adulterio y el duque ordena su muerte. Gelone atormentado por su conciencia decide matar al Duque. Geoninda aparece viva y se descubre las intenciones de Gelone. El Duque perdona a su mujer y esta perdona a Gelone. |
| Il Palazzo Incantato (drama musical)                                            | Luigi Rossi                                  | Andrea Sacchi                                                      | Palazzo Barberini a Quatro Fontane 1642                                                       | Basado en el Ariosto narra la fábula de la liberación del palacio de Atlante por obra de Bradamante |
| Il Sant`Eustachio                                                               | Desconocido                                  | Desconocido                                                        | Carnaval de 1643                                                                              | Eustachio es un general de la armada romana que se ha convertido al cristianismo, junto a su familia. Un ángel se aparece ante Estuchio para anunciarle que se prepare para una pequeña batalla. Hadrian le propone realizar un sacrificio al altar de Marte, ante lo que Eustachio revela su fe cristiana. Eustachio es encarcelado y condenado a muerte. Su familia decide seguir su ejemplo y todos son asesinados. |
| Dal Male il Bene (drama musical). Libreto realizado junto a Giacomo Rospigliosi | Antonio Maria Abbatini y Marco Marazzoli     | Desconocido                                                        | Palazzo Barberini a Quatro Fontane en honor a Maffeo Barberini y su nueva mujer               | Se trata de una trama amorosa en la que Diego al llegar de un largo viaje va a visitar a su amada Elvira, quien está llena de dudas. No la encuentra en casa, ya que está en el apartamento de Fernando, quien al escuchar sus lamentos ha decidido ayudarla. Entonces Fernando le manda una carta de protesta a Diego, y cuando se la entrega le expresa sus deseos por ver a su hermana Leonora, de la que es amante. Mientras Marina que ha estado espiando a Fernando le cuenta a Leonora que le ha visto junto a Elvira. Entonces se disfrazan de hombre y se dirigen a la casa de Fernando, pero antes de este les atienda Tabacco, el sirviente anuncia la llegada de Diego. Entonces, Elvira dolida porque Fernando ha hablado con Diego, le confiesa a este que Elvira y Fernando son amantes. Al final todo es aclarado. |
| Le Armi e gli Amori (drama musical)                                             | Marco Marazzoli                              | Desconocido                                                        | Palazzo Barberini a Quatro Fontane 1656 en honor a Cristina de Suecia                         | Se trata de una intriga amorosa en la que dos hombres Enrico y Alvero se disputan el amor de Laura. A su vez Hipólita, hermana de Alvero está enamorada secretamente de Fabio, amigo de su hermano. Cuando Alvero manda un mensaje a Laura, Enrico se apodera de él y se enfrenta a la mujer. Hipólita se da cuenta de ello y se dirige a la casa de Enrico. Llega entonces Laura y se cree que están juntos, por lo que se marcha. Llegan entonces Fabio y Alvero y el primero reta a Enrico a duelo. Para evitarlo Alvero declara su amor por Laura. Al final todo se aclara por lo que Fabio se junta con Hipólita y Laura elige a Enrico. |
| La Vita Humana o Il Trionfo Della Pietà                                         | Marco Marazzoli                              | Goivanni Francesco Grimaldi                                        | Palazzo Barberini a Quatro Fontane 1656 en honor a Cristina de Suecia                         | Inocencia y Culpa declaran su enemistad y se dan a las armas. Vida y el Entendimiento se dirigen a su lucha. Cuando les encuentran la Vida empieza a fantasear con las ofrendas de la Culpa. Mientras tanto, el Placer hace amistad con el Entendimiento. Aunque el Entendimiento y la Vida son advertidos por planes malvados del Placer y la Culpa caen en su trampa. Pero consiguen huir y la Inocencia les da como eterna protección un anillo en el que está esculpida la muerte. |
| La Cómica del Cielo                                                             | Antonio Maria Abbatini                       | Gian Lorenzo Bernini                                               | Palazzo Rospigliosi. Carnaval de 1668                                                         | Baltasara fue una célebre comediante del siglo XVII, que decidió abandonar la comedia para retirarse a una ermita donde purgar sus pecados. |

## Muerte
Clemente IX murió en Roma el 9 de diciembre de 1669. Fue sepultado en el suelo de la basílica de Santa María la Mayor bajo una lápida con el simple epitafio Clementis IX Ceneres (Cenizas de Clemente IX). Su sucesor, Clemente X, mandó construir en la misma basílica un espléndido cenotafio en su honor.
Las profecías de san Malaquías se refieren a este papa como Sidus olorum (La estrella de los cisnes), cita que al parecer hace referencia a que nació cerca del río Stellata (stella = "estrella") y a que durante el cónclave que lo eligió ocupó la Cámara de los Cisnes en el Vaticano.